# آي أيه آي آر كيو-5 هنتر

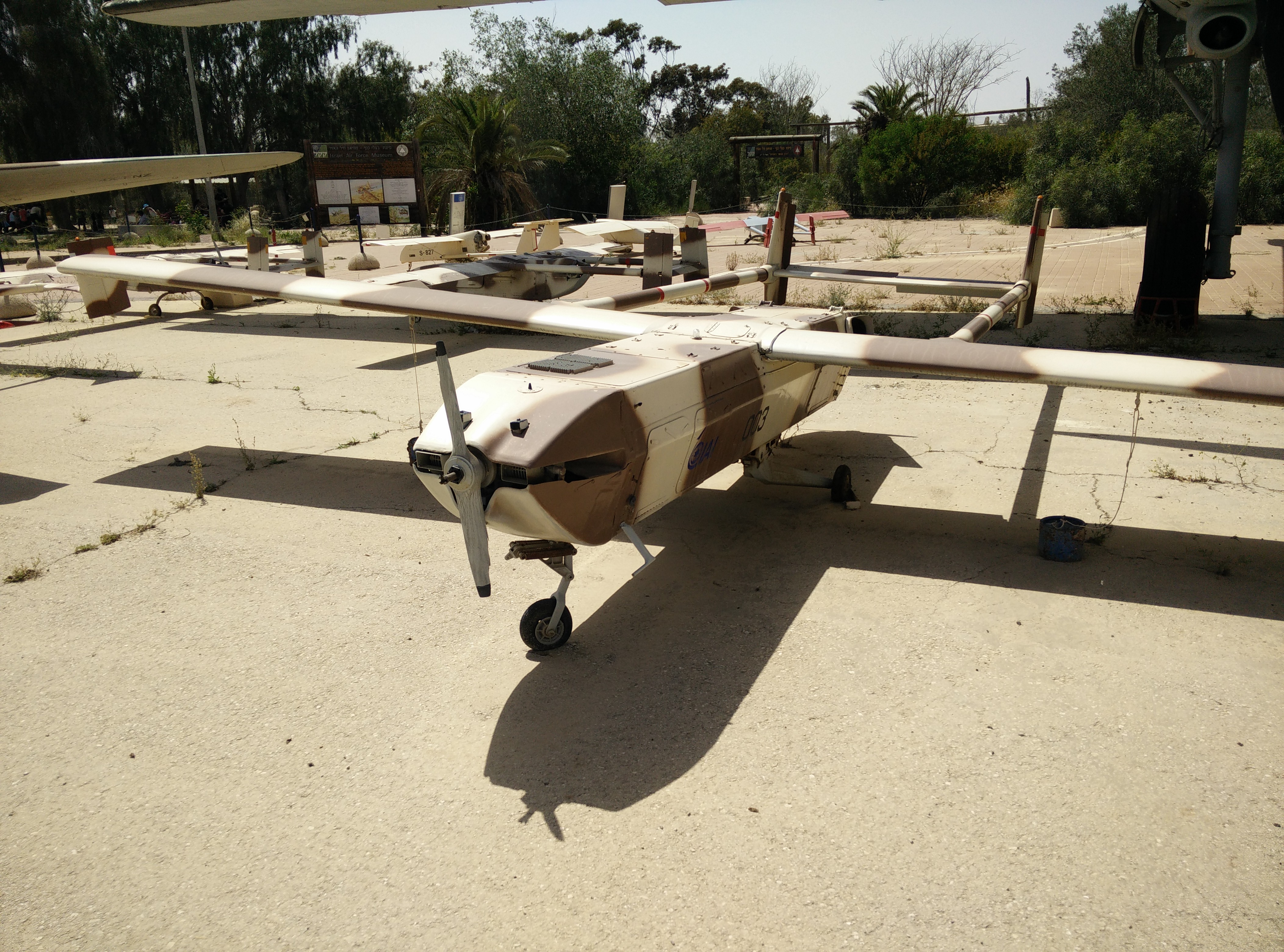
طائرة RQ-5 Hunter في منطقة الطائرات المسيرة في متحف هاتسيريم التابع لسلاح الجو الإسرائيلي

طائرة IAI RQ-5 Hunter هي طائرة مسيرة صُممت في الأصل لتكون نظام طائرات مسيرة قصيرة المدى للجيش الأمريكي، مخصصة لقادة الفرق والفيالق. كانت تقلع وتهبط (باستخدام معدات إيقاف) على مدارج الطائرات. استخدمت مستشعر كهربصري/أشعة تحت الحمراء محوري لنقل الفيديو في الوقت الفعلي عبر طائرة هانتر ثانية محمولة جوًّل عبر وصلة بيانات خطية الرؤية بنطاق C. صُممت آر كيو-5 على أساس الطائرة المسيرة هانتر التي طورتها شركة الصناعات الجوية الإسرائيلية.

## التصميم والتطوير
بدأ اقتناء النظام والتدريب عليه عام 1994، ولكن أُلغي الإنتاج عام 1996بسبب مخاوف من سوء إدارة البرنامج. تم اقتناء سبعة أنظمة إنتاج أولي منخفض المعدل (LRIP)، كل منها ثماني طائرات، وظلت أربعة منها في الخدمة: واحدة للتدريب وثلاث لتطوير العقيدة والتدريب والدعم في حالات الطوارئ. كان من المقرر استبدال طائرة هنتر بطائرة RQ-7 شادو ، ولكن بدلًا من استبدالها، أبقى الجيش كلا النظامين قيد التشغيل نظرًا لامتلاك طائرة هنتر حمولة ومدىً ومدة طيران أكبر بكثير من شادو.

## التاريخ التشغيلي

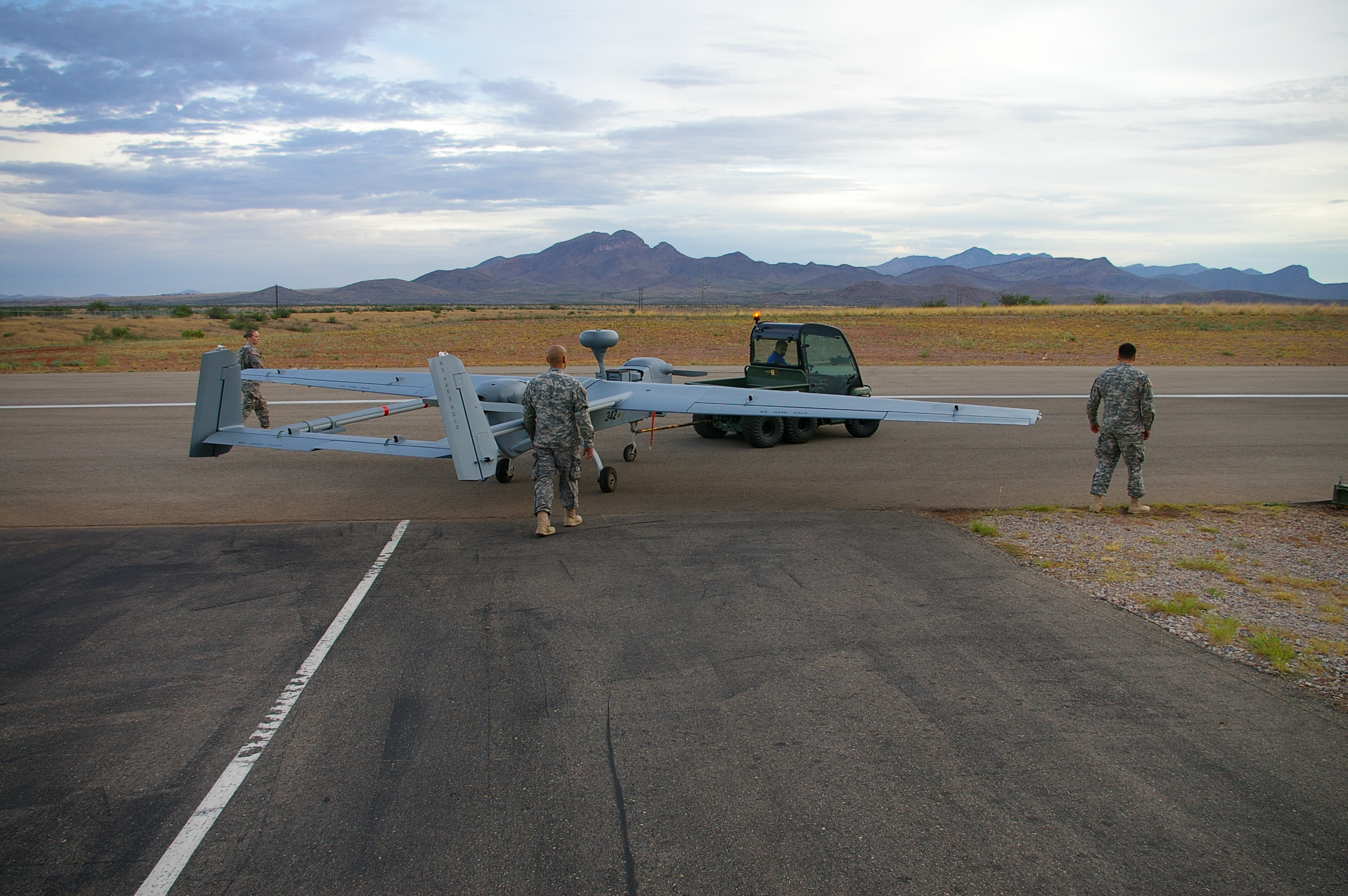
إم كيو-5 بي هنتر

في عام 1995، كانت الوحدة A، الكتيبة 15 للمخابرات العسكرية (الاستغلال الجوي) من فورت هود ، تكساس أول وحدة ميدانية للجيش الأمريكي مجهزة بطائرة هنتر. أجرت الوحدة A العديد من دورات التدريب الناجحة في المركز الوطني للتدريب. ثم في مارس 1999، تم نشرهم في جمهورية مقدونيا لدعم عمليات الناتو في كوسوفو حيث أُسقطت واحدة بواسطة مدفع رشاش يوغوسلافي من طراز ميل مي-8 عيار 7.62x54 مم. خلال 78 يومًا من الحملة التي قادها الناتو، فقدت ما لا يقل عن سبع طائرات مسيرة من طراز هنتر. خلال العملية التي استمرت سبعة أشهر، طارت طائرة هنتر لأكثر من 4000 ساعة. أدى النجاح التشغيلي الكبير في كوسوفو إلى استئناف الإنتاج والتحسينات الفنية. استُخدمت طائرة هنتر في العراق وعمليات عسكرية أخرى منذ ذلك الحين. كما سُلح النظام بذخائر فايبر سترايك.
قامت كتيبة تدريب أنظمة الطائرات المسيرة التابعة للجيش في فورت هواتشوكا بولاية أريزونا بتدريب الجنود والمدنيين على تشغيل وصيانة طائرة هانتر المسيرة.
في عام 20024، استخدمت وزارة الأمن الداخلي الأمريكية، ومكتب الجمارك وحماية الحدود، ومكتب الشؤون الجوية والبحرية ، طائرة هانتر في برنامج تجريبي لمهام دوريات الحدود. خلال هذا البرنامج، حلقت الطائرة لمدة 329 ساعة طيران، مسجلةً 556 عملية رصد.
النسخة المسلحة بنظام سلاح نورثروب جرومان GBU-44/B Viper Strike تُعرف باسم MQ-5A/B.
اعتبارًا من أكتوبر 2012، كان لدى الجيش الأمريكي 20 طائرة هنتر إم كيو-5بي في الخدمة. كان من المتوقع تقاعد الطائرة في عام 2013، إلا أن شركة نورثروب حصلت على عقد دعم لهنتر في يناير 2013، مما مدد مهامها حتى عام 2014.
في 7 أكتوبر/تشرين الأول 2013، افتتح الجيش الأمريكي منشأة للطائرات المسيرة في مطار فيلسك العسكري بألمانيا. وبموجب اتفاقية بين الولايات المتحدة وألمانيا، يسمح خطاب اتفاق بين الولايات المتحدة وألمانيا لقيادة التدريب المشترك متعدد الجنسيات للجيش السابع باستخدام جسرين جويين في شرق البلاد لتدريب مشغلي الطائرات المسيرة، مما يمثل أول مرة تحلق فيها طائرة أمريكية مسيرة خارج حدود مناطق التدريب العسكرية. واستُخدمت طائرتان غير مسلحتين من طراز إم كيو-5 بي هنتر لتدريب مشغلي الطائرات المسيرة فقط.
من عام 1996 إلى يناير 2014، طار نظام الطائرات بدون طيار إم كيو-5 بي هنتر لأكثر من 100000 ساعة مع الجيش الأمريكي.
في 14 مارس 2014، أُبلغ عن إسقاط طائرة آر كيو-5 بواسطة وحدة دفاع ذاتي في شبه جزيرة القرم فوق الأراضي الأوكرانية المحتلة من قبل روسيا، على الرغم من أن روسيا لم تثبت هذا الادعاء وأن البنتاجون ينفي تشغيل مثل هذه المركبة فوق شبه جزيرة القرم.
في 16 ديسمبر 2015، حلقت طائرة هنتر في رحلتها الأخيرة في الخدمة العسكرية في فورت هود. منذ دخولها الخدمة في عام 1995، نُشرت الطائرة في البلقان والعراق وأفغانستان. نُشرت في البلقان أربع مرات بين عامي 1999 و2002، حلقت 6400 ساعة طيران، وكانت أول طائرة مسيرة تابعة للجيش تعبر إلى العراق في عام 2003، حيث أثبتت نفسها لأول مرة في عمليات الطوارئ كأصل استخباراتي للقادة على جميع المستويات وحلقت لساعات أكثر من أي منصة استطلاع أخرى لحلف شمال الأطلسي. إحدى القدرات الفريدة لطائرة هنتر هي وضع التتابع الذي يسمح لطائرة واحدة بالتحكم في أخرى على مسافات ممتدة أو فوق عوائق التضاريس. بحلول نهاية عملية الفجر الجديد في عام 2011، كانت طائرات هنتر قد حلقت لأكثر من 110,000 ساعة، وقد أظهر نجاحها في ساحة المعركة بوضوح قيمة الطائرات المسيرة في العمليات القتالية كنتيجة مباشرة. في حين انتقل مشغلو الجيش إلى طائرات MQ-1C Gray Eagle الأكبر حجمًا والأكثر قدرة من إنتاج شركة جنرال دينامكس، تُنقل طائرات هنتر إلى وحدات مملوكة للحكومة-تشغلها شركات مقاولات لدعم العمليات في الخارج.

### الاستخدام الدولي
في عام 1998، اشترى المكون الجوي البلجيكي ثلاثة أنظمة طائرات مسيرة من طراز بي-5 هنتر، يتكون كل منها من ست طائرات ومحطتين للتحكم الأرضي. بدأت الخدمة في عام 2004 في السرب 80 للطائرات بدون طيار، وكان هناك 13 طائرة في الخدمة في عام 2020. سُحبت آخر طائرة هنتر من الخدمة البلجيكية في 28 أغسطس 2020، لتحل محلها طائرة إم كيو-9 ريبر سكاي جارديان.

## المشغلون
- بلجيكا: القوات الجوية البلجيكية[7]
- إسرائيل: القوات الجوية الإسرائيلية
- الفلبين: القوات الجوية الفلبينية
- الولايات المتحدة الأمريكية:
  - جيش الولايات المتحدة[10]
  - وزارة الأمن الداخلي، هيئة الجمارك وحماية الحدود، مكتب الجو والبحرية